# باشگاه فوتبال پرسیتا تانگرانگ
باشگاه فوتبال پرسیتا تانگرانگ که معمولاً به عنوان پرسیتا شناخته می‌شود یک باشگاه فوتبال حرفه‌ای اندونزیایی مستقر در تانگرانگ، بانتن، اندونزی است. این باشگاه در حال حاضر در لیگ ۱ رقابت می‌کند. پرسیتا تانگرانگ در فصل ۲۰۱۹ به عنوان نایب قهرمان لیگ ۲ رسید.